# Les Sept Infants de Lara
 (janvier 2021).
Les Sept Infants de Lara est une chronique espagnole qui donne ce nom à sept jeunes seigneurs, fils de Gonzalez Gustios, seigneur de Lara et de Salas, frère de Ferdinand Gonzalez, comte de Castille.
Un différend étant survenu entre Gonzalez Gustios et Ruy Vélasquez, sire de Bilaren, son beau-frère, ce dernier, pour se venger, livra Gonzalez à Almanzor, gouverneur de Cordoue pour Hescham III, qui le retint en prison ; puis il attira les sept infants dans une embuscade, près du pic de Moncayo, où ils périrent tous, après des prodiges de valeur. Mais Gonzalez, dans sa prison, avait séduit Zaïde, fille d'Almanzor, et en avait eu un 8e fils, Mudarra. Celui-ci, devenu grand, vengea la mort de ses frères dans le sang de Ruy Vélasquez. 
On place la mort des infants de Lara vers 993. 
Cette légende a fourni à Lope de Vega le sujet d'un drame, souvent imité ; elle a été traduite par Ferdinand Denis, dans ses Chroniques chevaleresques d'Espagne (1839) et mise sur la scène par Félicien Mallefille (1836).

## Source
Cet article comprend des extraits du Dictionnaire Bouillet. Il est possible de supprimer cette indication, si le texte reflète le savoir actuel sur ce thème, si les sources sont citées, s'il satisfait aux exigences linguistiques actuelles et s'il ne contient pas de propos qui vont à l'encontre des règles de neutralité de Wikipédia.